# Senecio breviflorus
Senecio breviflorus là một loài thực vật có hoa trong họ Cúc. Loài này được (Kadereit) Greuter mô tả khoa học đầu tiên năm 2007.